# Шварц, Вальтер Андреас
Ва́льтер Андре́ас Шварц (нем. Walter Andreas Schwarz; 2 июня 1913, Ашерслебен — 1 апреля 1992, Гейдельберг, Баден-Вюртемберг) — немецкий певец, автор песен и радиопостановок, переводчик и романист. Представитель Германии на конкурсе песни «Евровидение-1956».

## Биография
Родился 2 июня 1913 года в Ашерслебене. 

### «Евровидение»
В 1956 году стал победителем немецкого национального отбора с песней «Im Wartesaal zum großen Glück» и вместе с Фредди Квинном, которого выбрали вторым победителем, стали первыми представителями Германии на первом конкурсе песни «Евровидение», проходившем в швейцарском Лугано. Так как, на данном конкурсе был объявлен только победитель, они заняли второе место, наряду со остальными участниками.

### Дальнейшая карьера
После конкурса, его песня была выпущена как сингл, но она была не очень успешной. Другие его записи не были выпущены. Он стал успешным автором романов и радиопостановок. Много лет жил в Лондоне, но позже вернулся в Германию.

### Смерть
Скончался 1 апреля 1992 года в Гейдельберге в возрасте 78 лет.

## Дискография

### Синглы
- 1956 — «Im Wartesaal zum großen Glück»
- 2018 — «German National Anthem» (посмертно)

### Радиопостановки
- 1964 — «Дон Кихот»
- 1965 — «Der Untertan»
- 1967 — «Анна Каренина»
- 1986 — «Jud Süß»
- 1990-1991 — «Автостопом по галактике»

## Фильмография

### Актёр
- 1954 — «Галерея великих детективов»
- 1957 — «Sollten Sie wieder mal verreisen...»
- 1963 — «Tele-Chansons»
- 1964 — «Beliebte Melodien»
- 1965 — «Im Wartesaal zum großen Glück»
- 1967 — «Interpol»
- 1968 — «Der Zauberberg»
- 1971 — «Oliver»

### Переводчик
- 1960 — «Paris, 20. Juli»
- 1960 — «Terror in der Waage»
- 1965 — «Das Landhaus»

### Режиссёр
- 1977-1978 — «Nachtlese»

## Другие работы

### Романы
- 1982 — «Die Frucht der Ungesetzlichkeit»
- 1983 — «Der Bürger Karl Marx aus Trier»